# José Trinidad Reyes
El Pare José Trinidad Reyes y Sevilla (11 de juny de 1797 - 20 de setembre de 1855) és considerat pròcer d'Hondures i és el fundador de la Universitat Autònoma d'Hondures, usada anteriorment com a Casa de Govern, "La Societat del Geni Emprenedor i del Bon Gust".
Va ser un lluitador contra la pobresa i les seves causes, assistint als pobres i insistint en el seu dret a l'educació no només en assumptes de la fe, sinó també en assumptes més mundans com la cultura i les ciències. Com aportacions a la cultura va escriure diverses pastorel·les, reconstruïdes per Rómulo Durón, les quals són les primeres manifestacions teatrals a l'Amèrica Central, i la representació d'aquestes, va establir els fonaments a Hondures per a la posterior aparició del teatre. Aquestes pastorel·les eren presentades pel pare Reyes en les esglésies de Tegucigalpa, una d'aquestes és Nadal Nostre, que amb el temps s'ha convertit en un clàssic del teatre hondureny contemporani per la seua barreja harmoniosa de les diferents tradicions presents en el Nadal hondureny.
Reyes va ser un polemista a favor dels drets de la dona, açò es veu reflectit en les seves pastorel·les, on els personatges femenins són dones amb molta veu. És cèlebre un escrit seu aparegut amb el pseudònim de Sofia Seyers, el qual és tot un manifest feminista, on Reyes advoca perquè es complisca amb les dones el dret més elemental de l'educació. Moltes de les idees expressades per Reyes en aqueix article estan inspirades en les socialistes franceses i en les idees il·lustrades de la Revolució francesa, de les quals el pare Reyes en la seua faceta política va ser un gran divulgador.
Reyes va tenir un tarannà afí a la Il·lustració, potser de l'humanisme i a l'art religiós. Ell estava convençut de la importància de les arts (del teatre en particular) com a instruments per a civilitzar i fer progressar a les nacions. Durant la seua vida a Tegucigalpa va lliurar grans batalles contra els excessos del fanatisme i la superstició política i religiosa.